# Терсио Мариано де Резенде
Терсио Мариано де Резенде (на испански: Tércio Mariano de Rezende) държи рекорда за най-стар футболист в света. Той печели рекорда през 2008 г. на 87-годишна възраст.

## Биография
Роден е през 31 декември 1921 г. в Гоиандира, Бразилия. Той е земеделец който всеки ден изминава 10 километра. Страстта към футбола започва още в детството, на 10-годишна възраст. Той играе като десен бек за местния си клуб Гояндира Еспорт от 1973 г., когато е на 52 години. Той все още играе там когато през 2008 г., когато на 87-годишна възраст влиза в Книгата на световните рекорди на Гинес като най-възрастния футболист в света. Мариано винаги казваше когато играе че един ден ще се присъединя към Книгата на Гинес. Мариано отхвърля предположението, че е твърде стар за да продължи и казва „стига да имам крака, ще играя“.
Умира на 15 март 2015 г. на 93-годишна възраст. Когато това става, в общината Гоиандира се обявява тридневен траур в памет на най-възрастния футболист в света.